# Tedania rappi
Tedania rappi — вид губок родини Tedaniidae. Описаний у 2021 році.

## Назва
Вид названо на честь норвезького спонгіолога Ганса Тора Раппа (1972—2020).

## Поширення
Вид виявлений на схилах підводної гори Орфан біля узбережжя Ньюфаундленду на північному заході Атлантики. Трапляється на глибині 3000-3450 м.